# Municipio de Hanna (Indiana)
El municipio de Hanna (en inglés: Hanna Township) es un municipio ubicado en el condado de LaPorte en el estado estadounidense de Indiana. En el año 2010 tenía una población de 965 habitantes y una densidad poblacional de 14,05 personas por km².

## Geografía
El municipio de Hanna se encuentra ubicado en las coordenadas 41°24′20″N 86°44′54″O / 41.40556, -86.74833. Según la Oficina del Censo de los Estados Unidos, el municipio tiene una superficie total de 68.69 km², de la cual 68,36 km² corresponden a tierra firme y (0,49 %) 0,33 km² es agua.

## Demografía
Según el censo de 2010, había 965 personas residiendo en el municipio de Hanna. La densidad de población era de 14,05 hab./km². De los 965 habitantes, el municipio de Hanna estaba compuesto por el 97,51 % blancos, el 0,21 % eran amerindios, el 0,1 % eran asiáticos, el 0,52 % eran de otras razas y el 1,66 % eran de una mezcla de razas. Del total de la población el 1,87 % eran hispanos o latinos de cualquier raza.